# Ligue navale des États-Unis
La Ligue navale des États-Unis (Navy League of the United States), communément appelée Ligue navale, est une association nationale comptant près de 50 000 membres qui militent en faveur d’une United States Navy, d’un United States Marine Corps, d’une United States Coast Guard et d’une marine marchande des États-Unis forts et crédibles.
Elle a été fondée en 1902, à la suggestion de Theodore Roosevelt. La Ligue navale se décrit comme « une organisation civile vouée à l’éducation de nos citoyens, y compris nos représentants élus, et au soutien des hommes et des femmes des services maritimes et de leurs familles ».

## Publications
Le magazine Seapower et l'Almanach of Seapower sont les publications officielles de la Ligue navale. Seapower est publié mensuellement et se concentre sur l’actualité de la défense maritime. L'Almanach of Seapower est publié chaque année en janvier.